# Beihai-Park

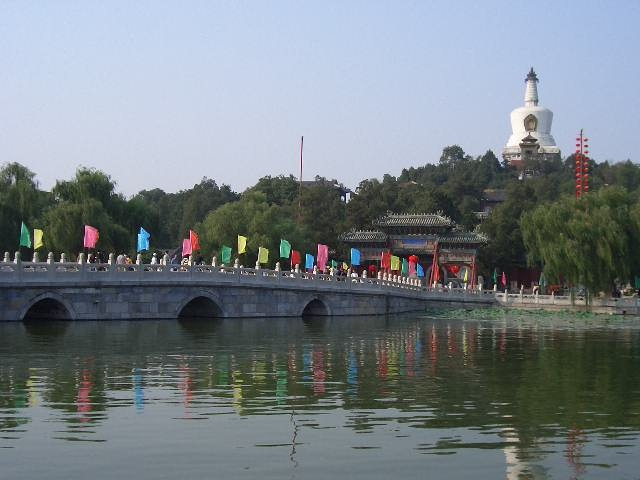
Weiße Pagode im Beihai-Park

Der Beihai-Park (chinesisch 北海公園 / 北海公园, Pinyin Běihăi Gōngyuán) in Peking ist einer der typischen chinesischen Gärten. Er liegt nordwestlich der Verbotenen Stadt.
Von der Dschurdschischen Jin-Dynastie bis zur Zeit der Ming- und Qing-Kaiser war der Nordsee (Beihai) gemeinsam mit dem Mittelsee (Zhonghai) und später auch dem Südsee (Nanhai) Teil der verbotenen Stadt. Während das Gelände um die beiden letztgenannten Seen heute unter dem Namen Zhongnanhai als Sitz von Regierung und Partei dient und daher hermetisch abgeriegelt ist, steht der Beihai einschließlich des sich an seinen Ufern erstreckenden Parks seit 1925 der Öffentlichkeit zur Verfügung.
Der Jin-Kaiser Shizong begann 1179 n. Chr. mit der Errichtung eines Sommerpalastes und der Anlage dieses Parks. Kaiser Kublai Khan machte ihn 1260 zu seiner Residenz, indem er die „Halle der Weiten Kühlung“ bezog. An ihrer Stelle wurde durch die Qing-Kaiser ab 1651 die lamaistische „Weiße Pagode“ erbaut, die noch heute den Park dominiert. Kaiser Qianlong (1736–1795) führte umfangreiche Erweiterungsarbeiten durch. Nahezu alle heutigen Bauten in diesem Park stammen aus dieser Bauperiode.
Wie in den meisten chinesischen Gärten haben die Gebäude auch hier einen hohen Stellenwert. Die wichtigsten Bauwerke in diesem Park sind:
- die „Brücke des Ewigen Friedens“
- der buddhistische „Tempel der Ewigen Ruhe“
- die „Weiße Pagode“
- das „Studio des Ruhigen Herzens“, ein „Garten im Garten“
- die „Halle der Himmelskörper“
- der „Zehntausend-Buddha-Turm“
- die „Neun-Drachen-Wand“.

## Neun-Drachen-Mauer

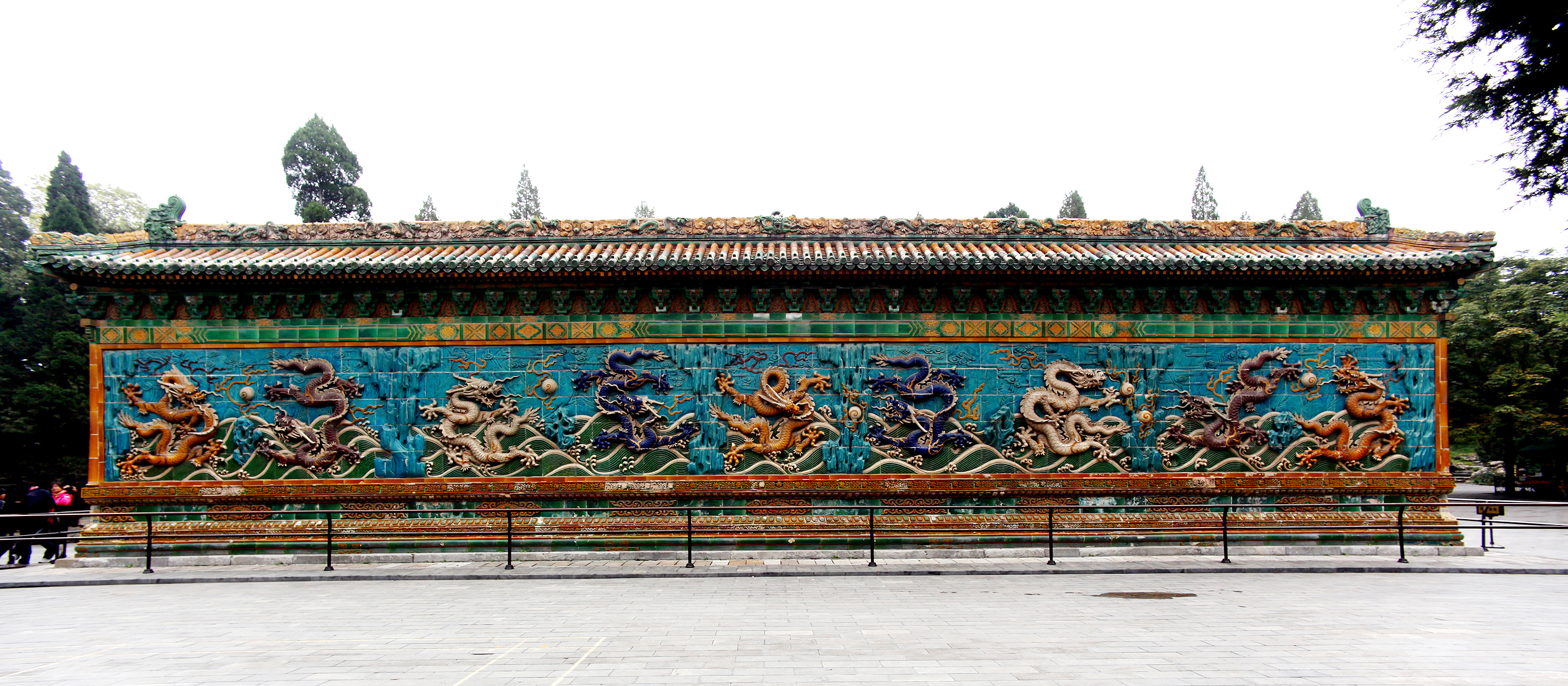
Die Neun-Drachen-Wand

Neben der Weißen Pagode stellt die Neun-Drachen-Mauer eine der Hauptattraktionen im Beihai-Park dar. Sie wurde bereits kurz nach 1402 erbaut und mit 427 siebenfarbigen Reliefs aus glasierten Kacheln verkleidet. Ursprünglich schützte sie die Residenz des Kaisers Yongle, der dort residierte solange sich die Verbotene Stadt noch im Bau befand. Die Neun-Drachen-Mauer stellt neun große, in Wolken und Wellen spielende Drachen dar. Die Wand ist knapp 6 Meter hoch, 1,6 Meter dick und 25,5 Meter lang.
Neben den neun großen Drachen befinden sich auf den weiteren Verzierungen der Wand hunderte weiterer Drachen-Reliefs, insgesamt zeigt die Wand 635 Drachen in allen Größen. Dies ist die einzige Drachenwand in China, die von Vorder- und Rückseite gestaltet wurde.